# Bayard Taylor Holmes

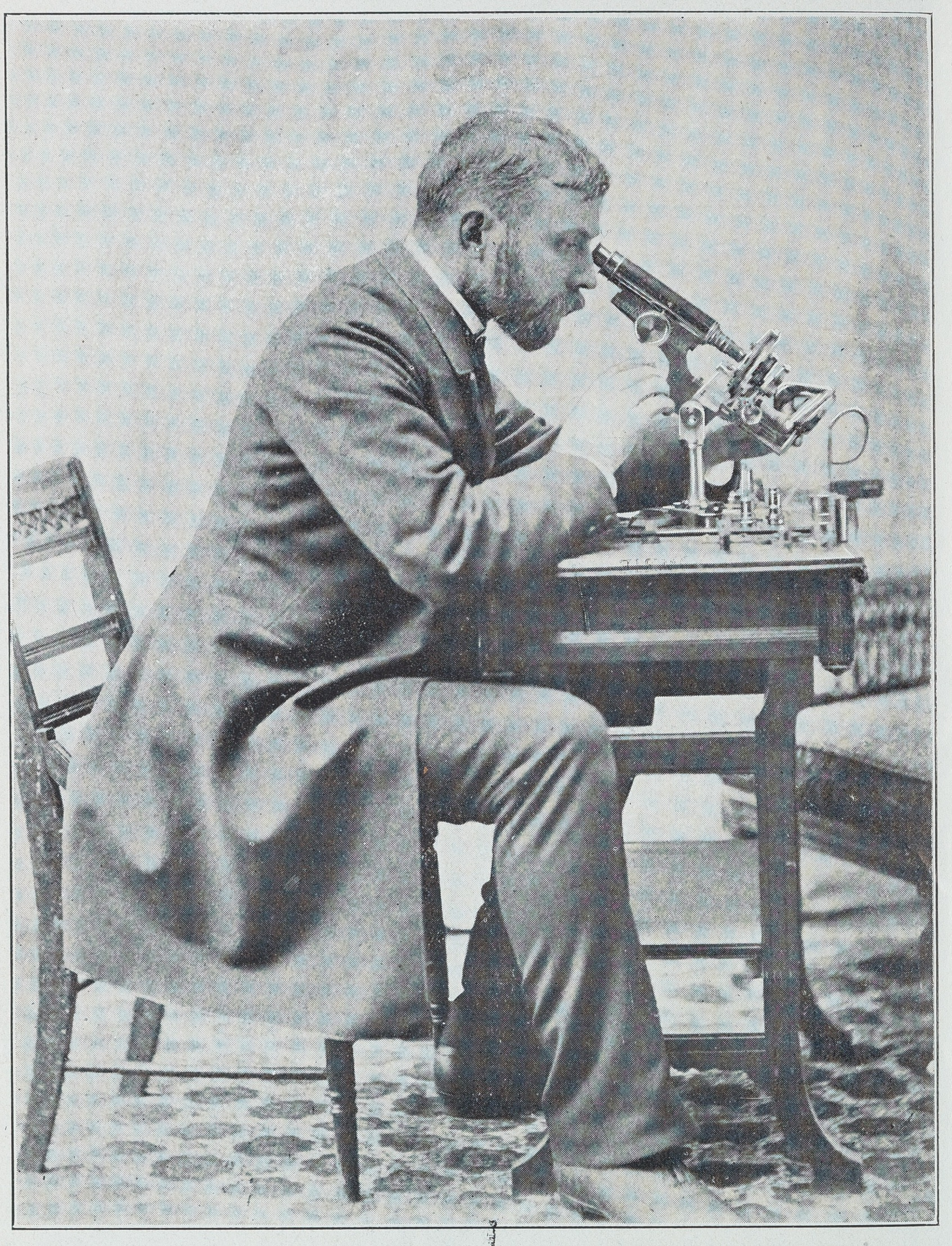
Bayard Taylor Holmes

Bayard Taylor Holmes (ur. 29 lipca 1852 w North Hero, zm. 1 kwietnia 1924 w Fairhope) – amerykański lekarz, chirurg, malakolog-amator. Profesor patologii chirurgicznej i bakteriologii w College of Physicians and Surgeons w Chicago. W latach 1918–1922 wydawał czasopismo psychiatryczne „Dementia Praecox Studies”, pierwsze na świecie czasopismo medyczne poświęcone chorobie psychicznej (dementia praecox). Był zwolennikiem autointoksykacyjnej teorii chorób psychicznych.

## Życiorys
Syn Hectora Adamsa i Olive z domu Williamson, urodził się w North Hero w stanie Vermont. W 1865 rodzina przeniosła się do Minnesoty, tam uczęszczał do Carleton College w Northfield. Ukończył Paw Paw Institute w 1874. Przez wiele lat był nauczycielem w szkołach w stanie Illinois. Następnie studiował w Chicago’s Homeopathic Medical College i otrzymał tytuł M.D. Odbył staż w Cook County Hospital i w College of Physicians and Surgeons. W 1895 był kandydatem na burmistrza Chicago z ramienia Populist Party. W 1908 porzucił praktykę chirurgiczną, by móc zająć się opieką nad swoim chorym psychicznie synem Ralphem.
Holmes był zwolennikiem autointoksykacyjnej teorii zaburzeń psychicznych; uważał, że zastój kału w jelicie ślepym prowadzi do namnożenia bakterii i zatrucia organizmu przez bakteryjne toksyny, co z kolei objawia się psychozami.

## Wybrane prace
- The Surgery of the Head (1903)
- The Surgery of the Abdomen (1904)
- The friends of the insane, The soul of medical education, and other essays, 1911
- The Relation of Cecal Stasis to Dementia Precox. William Wood, 1916
- Medical history of Chicago: the condition of medical thought, medical practice and hospital service after the Great Fire and before the World's Fair, 1871-1893. Medical Life 34 (6), 1927